# Spermacoce felis-insulae
Spermacoce felis-insulae är en måreväxtart som först beskrevs av Donovan Stewart Correll, och fick sitt nu gällande namn av Richard Alden Howard. Spermacoce felis-insulae ingår i släktet Spermacoce och familjen måreväxter.
Artens utbredningsområde är Bahamas. Inga underarter finns listade i Catalogue of Life.